# 匍匐茎飘拂草
匍匐茎飘拂草（学名：Fimbristylis stolonifera），为莎草科飘拂草属下的一个植物种。